# 小行星17835
小行星17835（17835 Anoelsuri）是一颗绕太阳运转的小行星，为主小行星带小行星。该小行星于1998年4月20日发现。

## 轨道参数
小行星17835的轨道半长轴为2.3807216 UA，离心率为0.193。